# Croods
Croods (eng. The Croods) er en animeret amerikansk film fra 2013 instrueret af Kirk DeMicco og Chris Sanders. Filmen er animeret af selskabet DreamWorks Animation i samarbejde med 20th Century Fox.
Filmen blev fulgt op af Croods 2 - En Ny Tid (2020).

## Danske stemmer[3]
- Bente Eskesen som Bedste
- Cecilie Stenspil som Eep
- Jens Jacob Tychsen som Grug
- Laus Høybye som Guy
- Mathias Klenske som Thunk
- Trine Appel som Ugga